# تیموراز گاباشویلی
 تیموراز گاباشویلی ((به روسی: Теймураз Габашвили) ((به گرجی: თეიმურაზ გაბაშვილი)؛ زادهٔ ۲۳ مهٔ ۱۹۸۵، در تفلیس، جمهوری سوسیالیستی گرجستان شوروی) یک تنیس‌باز گرجی اهل روسیه است.